# Pallacanestro Treviso 2005-2006
Questa voce raccoglie le informazioni riguardanti la Pallacanestro Treviso nelle competizioni ufficiali della stagione 2005-2006.

## Stagione
La stagione 2005-2006 della Pallacanestro Treviso sponsorizzata Benetton, è la 22ª nel massimo campionato italiano di pallacanestro, la Serie A.

## Roster
Aggiornato al 16 dicembre 2021.
| Benetton Treviso 2005-2006 | Benetton Treviso 2005-2006 |
| Giocatori                  | Staff tecnico              |
| -------------------------- | -------------------------- |

| N. | Naz.                                       | Ruolo | Nome                 | Anno | Alt.   | Peso   |  |
| -- | ------------------------------------------ | ----- | -------------------- | ---- | ------ | ------ |  |
| 4  | Stati Uniti (bandiera)                     | AC    | Travon Bryant        | 1983 | 207 cm | 111 kg |  |
| 5  | Lettonia (bandiera)                        | AP    | Ernests Kalve        | 1987 | 201 cm | 92 kg  |  |
| 6  | Grecia (bandiera)                          | PG    | Nikos Zīsīs          | 1983 | 196 cm | 90 kg  |  |
| 7  | Italia (bandiera)                          | AP    | Matteo Soragna (C)   | 1975 | 196 cm | 95 kg  |  |
| 8  | Lituania (bandiera)                        | GA    | Ramūnas Šiškauskas   | 1978 | 198 cm | 95 kg  |  |
| 9  | Italia (bandiera)                          | G     | Marco Mordente       | 1979 | 191 cm | 88 kg  |  |
| 10 | Slovenia (bandiera)                        | AC    | Uroš Slokar          | 1983 | 210 cm | 110 kg |  |
| 11 | Italia (bandiera)                          | C     | Andrea Bargnani      | 1985 | 213 cm | 111 kg |  |
| 12 | Stati Uniti (bandiera)                     | PG    | Drew Nicholas        | 1981 | 191 cm | 80 kg  |  |
| 13 | Stati Uniti (bandiera) · Italia (bandiera) | PG    | Matt Santangelo      | 1977 | 186 cm | 80 kg  |  |
| 15 | Italia (bandiera)                          | C     | Gino Cuccarolo       | 1987 | 220 cm | 120 kg |  |
| 16 | Italia (bandiera)                          | G     | Luca Sottana         | 1982 | 186 cm | 82 kg  |  |
| 18 | Stati Uniti (bandiera)                     | AG    | Marcus Goree         | 1977 | 203 cm | 116 kg |  |
| 19 | Serbia e Montenegro (bandiera)             | C     | Petar Popović        | 1979 | 211 cm | 123 kg |  |
| 20 | Brasile (bandiera) · Italia (bandiera)     | AG    | Guilherme Giovannoni | 1980 | 204 cm | 105 kg |  |
| 20 | Brasile (bandiera) · Portogallo (bandiera) | G     | Arnaldo De Sousa     | 1978 | 187 cm |        |  |
| 20 | Italia (bandiera)                          | C     | Andrea Crosariol     | 1984 | 212 cm | 110 kg |  |
| -  | Italia (bandiera)                          | P     | Nicolò Cazzolato     | 1989 | 192 cm | 86 kg  |  |
| -  | Italia (bandiera)                          | G     | Francesco Corradini  | 1986 | 194 cm |        |  |
| -  | Italia (bandiera)                          | G     | Cesare Monzardo      | 1989 | 192 cm |        |  |
| -  | Italia (bandiera)                          | G     | Daniele Sandri       | 1990 | 193 cm | 81 kg  |  |

| Allenatore                                                                                  |
| - / David Blatt                                                                             |
| Assistente/i                                                                                |
| - Kęstutis Kemzūra - Francesco Vitucci Legenda - (C) Capitano - (IN) Inattivo - Infortunato |

## Mercato

### Sessione estiva
| Acquisti | Acquisti             | Acquisti            | Acquisti      | Acquisti |
| R.       | Nome                 | da                  | Modalità      |          |
| -------- | -------------------- | ------------------- | ------------- | -------- |
| AC       | Uroš Slokar          | Amici Pall. Udinese | definitivo    |          |
| AG       | Guilherme Giovannoni | Pall. Biella        | fine prestito |          |
| AP       | Ernests Kalve        | Ķeizarmežs          | definitivo    |          |
| C        | Petar Popović        | Hemofarm Vršac      | definitivo    |          |
| G        | Marco Mordente       | Pall. Reggiana      | definitivo    |          |
| PG       | Nikos Zīsīs          | AEK Atene           | definitivo    |          |
| PG       | Drew Nicholas        | Saski Baskonia      | definitivo    |          |

| Cessioni | Cessioni               | Cessioni         | Cessioni          | Cessioni |
| R.       | Nome                   | a                | Modalità          |          |
| -------- | ---------------------- | ---------------- | ----------------- | -------- |
| G        | Marlon Garnett         | Pall. Varese     | fine contratto    |          |
| C        | Denis Marconato        | Barcellona       | fine contratto    |          |
| P        | Massimo Bulleri        | Olimpia Milano   | fine contratto    |          |
| A        | David Bluthenthal      | Virtus Bologna   | fine contratto    |          |
| P        | Paccelis Morlende      | Pall. Roseto     | fine contratto    |          |
| C        | Joey Beard             | Pall. Reggiana   | fine contratto    |          |
| GA       | Denis Wucherer         | Ostenda          | fine contratto    |          |
| C        | Gabriel Szalay         | ASVEL            | fine contratto    |          |
| P        | Olivier Ilunga         | 08 Stockholm     | prestito          |          |
| C        | Daniele Magro          | Istrana          | fine contratto    |          |
| AP       | Manuchar Mark'oishvili | Olimpija Lubiana | riscatto prestito |          |

### Dopo l'inizio della stagione
| Acquisti | Acquisti         | Acquisti                             | Acquisti      | Acquisti   |
| R.       | Nome             | da                                   | Data          | Modalità   |
| -------- | ---------------- | ------------------------------------ | ------------- | ---------- |
| G        | Arnaldo De Sousa | Free agent                           | gennaio 2006  | definitivo |
| PG       | Matt Santangelo  | Nuova A.M.G. Sebastiani Basket Rieti | febbraio 2006 | definitivo |
| C        | Andrea Crosariol | Fairleigh D. Knights                 | maggio 2006   | definitivo |
| AC       | Travon Bryant    | Kolossos Rodi                        | maggio 2006   | definitivo |

| Cessioni | Cessioni             | Cessioni  | Cessioni      | Cessioni       |
| R.       | Nome                 | a         | Data          | Modalità       |
| -------- | -------------------- | --------- | ------------- | -------------- |
| AG       | Guilherme Giovannoni | B.K. Kiev | dicembre 2005 | prestito       |
| G        | Arnaldo De Sousa     |           | febbraio 2006 | fine contratto |